# 島津久友
島津 久友（しまづ ひさとも、1958年〈昭和33年〉9月26日 - ）は、宮崎県都城市出身の実業家。都城島津家第29代当主。

## 経歴
都城島津家第28代当主の島津久厚の二男として、かつての旧領の都城市で誕生する。小学校入学時に母と共に上京し、東京で育つ。学習院大学を卒業後は東京の農林中央金庫に就職。26年勤続した後に2007年に都城に帰郷し、久厚から島津茶園、島津山林の経営を引き継ぎ社長に就任する。
地元に帰郷後は家業のみならず、地元の宮崎銀行の社外取締役や、公職としては都城市教育委員、都城市社会福祉協議会会長などを歴任する。宮崎県公安委員会委員も務め、かつては久厚も務めていた県公安委員会委員長に就任している。